# Karol Koranyi
Karol Wilhelm Koranyi (ur. 18 lutego 1897 we Lwowie, zm. 23 września 1964 w Warszawie) – polski prawnik, historyk prawa karnego.

## Życiorys
W 1915 roku ukończył VII Gimnazjum we Lwowie, po czym podjął studia prawnicze w Wiedniu. W latach 1916–1918, podczas I wojny światowej, służył w wojsku austriackim, brał udział m.in. w walkach na froncie włoskim oraz w bitwie pod Verdun. Po wojnie kontynuował studia prawnicze na Uniwersytecie Jana Kazimierza we Lwowie. Wśród jego wykładowców byli Władysław Abraham, Przemysław Dąbkowski i Alfred Halban. Studiował też historię i etnografię (u Adama Szelągowskiego i Adama Fischera). W latach 1920–1921 służył w Wojsku Polskim w stopniu podporucznika, początkowo w 40 Pułku Piechoty we Lwowie, a następnie w 48 Pułku Piechoty, stacjonującym w Stanisławowie.
Studia ukończył w 1922 roku, uzyskując stopień doktora pod kierunkiem Kamila Stefko. Rozpoczął aplikację adwokacką, której nie ukończył. Od 1923 roku pracował na UJK: najpierw jako asystent prof. Przemysława Dąbkowskiego w Katedrze Historii Prawa Polskiego, następnie jako docent. 16 kwietnia 1929 roku został członkiem Towarzystwa Naukowego we Lwowie, w którym należał do Sekcji historii społecznej i gospodarczej. Należał także do Towarzystwa Ludoznawczego we Lwowie. W 1931 roku uzyskał habilitację na podstawie rozprawy pt. Podstawy średniowiecznego prawa spadkowego. Wybuch II wojny światowej nie pozwolił na rozpatrzenie wniosku o tytuł profesora złożonego w 1939 roku.
W latach 1939–1941 oraz 1944–1945 pracował na Uniwersytecie Iwana Franki, gdzie jako docent prowadził wykłady z  powszechnej historii państwa i prawa.
Po wojnie został powołany na stanowisko profesora organizowanego Uniwersytetu Mikołaja Kopernika w Toruniu. Współtworzył Wydział Praw tej uczelni, kierował Katedrą Historii Prawa na Zachodzie Europy (1945–1951) oraz Katedrą Prawa Państwowego (1947–1949). W latach 1947–1948 pełnił funkcję prorektora, a następnie rektora UMK (1948–1951). Wykładał również na uniwersytetach Jagiellońskim i Warszawskim. W roku 1952 przeniósł się ostatecznie do Warszawy, gdzie do śmierci był związany ze stołecznym Uniwersytetem. 
W latach 1947–1953 był członkiem Zarządu Głównego i II zastępcą prezesa Polskiego Towarzystwa Ludoznawczego Oddział w Toruniu. 
Był mężem Jadwigi z Barszczewskich (zm. 1985).
Zmarł w Warszawie, pochowany na cmentarzu Powązkowskim (kwatera 177-2-13,14).

## Ważniejsze publikacje[5]
- Kilka uwag o dawnem prawie polskim, dzisiejszym prawie ludowym, „Nowa Ziemia Lubelska”, nr 36, Lublin 1925
- O kradzieży na podstawie regestru złoczyńców grodu sanockiego 1554–1638, Lwów 1925
- Czy tortury są dalszym ciągiem sądów bożych?, „Lud”, t. XXV, (serja II, t. V), Lwów 1926
- Czary w postępowaniu sądowym (szkic prawno-etnologiczny), Lwów 1927
- Danielis Wisneri, „Tractatus brevis de extramagis lamiis, veneficis” a „Czarownica powołana (Szkic z dziejów polskiej literatury prawniczej)”. Pamiętnik trzydziestolecia pracy naukowej Przemysława Dąbkowskiego, Lwów 1927
- Czary i gusła przed sadami kościelnymi w Polsce w XV i w pierwszej połowie XVI wieku, Lwów 1928
- Ze studiów nad wierzeniami w historii prawa karnego. I: Beczka czarownic, Lwów 1928
- Łysa Góra. Studium z dziejów wierzeń ludowych w Polsce w XVII i XVIII wieku, Lwów 1929
- Bismarck a sprawa polska w przededniu powstania styczniowego. Szkic historyczny, Lublin 1929
- O pochodzeniu zwyczaju tzw. oślego pogrzebu, „Lud”, t. XXXI, Lwów 1929, s.44–47
- Konstytucje cesarza Fryderyka II przeciw heretykom i ich recepcja w Polsce, Lwów 1930
- O niektórych postanowieniach karnych statutu litewskiego z r. 1529: (studjum prawno-porównawcze), Wilno 1933
- Historia ustroju na zachodzie Europy, cz. 1, Toruń 1946
- Powszechna historia ustrojów państwowych i prawa
  - cz. 1: Epoka niewolnictwa (Egipt, Babilonia, Grecja, Rzym do w. IV), Toruń 1950 (nowe wyd., Warszawa 1951)
  - cz. 2: Średniowiecze, Warszawa 1951
  - 3: Średniowiecze, cz. 2, z. 1–2, Warszawa 1951
- Powszechna historia państwa i prawa, cz. 2–6, Warszawa 1951–1955
- O postępowych tradycjach w polskim piśmiennictwie karnym XVI i XVII wieku, Warszawa 1952
- Powszechna historia państwa i prawa w zarysie
  - t. 1: Epoka niewolnictwa, Warszawa 1951 (wyd. 2, 1954)
  - t. 2: Epoka feudalizmu, Warszawa 1955
  - t. 3, Warszawa 1959 [wydany pt. Powszechna historia państwa i prawa]
- O prawie sądowym w Historii państwa i prawa Polski, t. I i II, Warszawa 1958
- Jeszcze w sprawie syntezy historii prawa sądowego, Poznań 1959

- Powszechna historia państwa i prawa [ostatnia, 4-tomowa wersja podręcznika akademickiego, której wydawanie rozpoczęto za życia autora]
  - t. I: Starożytność, Warszawa 1961 (wyd. 2, 1965)
  - t. II: Średniowiecze, cz. I, Warszawa 1963 [ciąg dalszy Średniowiecza zawarto w t. III]
  - t. III, Warszawa 1966
  - t. IV, Warszawa 1967
- Powszechna historia prawa, oprac. Katarzyna Sójka-Zielińska, Warszawa 1976 (wyd. 4, 1983) [opracowana na podstawie 4-tomowego wydania z lat 60.]

## Ordery i odznaczenia
- Order Sztandaru Pracy II klasy
- Krzyż Komandorski Orderu Odrodzenia Polski (11 lipca 1948)[6]
- Medal 10-lecia Polski Ludowej (19 stycznia 1955)[7]